# Норт-Бей Батталион
«Норт-Бэй Батталион» (англ. North Bay Battalion) — молодёжный хоккейный клуб, выступающий в Хоккейной лиге Онтарио (OHL). Базируется в городе Норт-Бей, провинция Онтарио, Канада.

## История
Франшиза была основана как «Брамптон Батталион» в 1996 году и начала свою деятельность в 1998 году. Перед сезоном 2013–14 команда переехала в Норт-Бей.

## Достижения
- Финалист OHL : 2014;
- Эммс Трофи (4): 2013–14, 2021–22, 2022–23, 2023–24;